# Eliza
Az Eliza az Elisabeth (magyarul Erzsébet) név több nyelvben meglévő rövidülése.

## Képzett és rokon nevek
Erzsébet és származékai

## Gyakorisága
Az 1990-es években igen ritka név, a 2000-es években nem szerepel a 100 leggyakoribb női név között.

## Névnapok
- február 19.[2]
- május 24.[2]

## Híres Elizák
- Eliza Dushku amerikai színész

## Egyéb Elizák
- Eliza Doolittle kitalált alak G. B. Shaw Pygmalion című művében és a My Fair Lady című filmben
- Eliza számítógépes program